# Tumeur conjonctive
 (janvier 2012).
Si vous disposez d'ouvrages ou d'articles de référence ou si vous connaissez des sites web de qualité traitant du thème abordé ici, merci de compléter l'article en donnant les références utiles à sa vérifiabilité et en les liant à la section « Notes et références ».
 Mise en garde médicale
Les tumeurs conjonctives se développent à partir des cellules du tissu conjonctif. Elles constituent globalement les tumeurs des tissus mous, mais peuvent également s'observer dans l'ensemble des viscères.

## Types
- Tumeur fibroblastique
- Tumeur musculaire
- Sarcome des tissus mous